# 中国共产党中央特别行动科
中国共产党中央特别行动科，简称中央特科，是中国共产党在1927年至1935年間所建立的一个情报和政治保卫机关，主要活动地域在当时中共中央所在地上海。中央特科主要从事特务工作，包括情报收集、对中共高层人物实施政治保卫、防止中共高层人物被国民政府和公共租界当局逮捕或暗杀，并且开展针对国民政府的渗透活动。中央特科还有一个重要任务，是采用暗杀的方式惩处当时背叛至國民黨，并且对中共各级组织造成严重危害的前中共党员。

## 历史沿革
中共在建党之初并没有建立其自身的武装，因此也没有负责开展情报收集、政治保卫和暗杀破坏的机构。1927年4月12日，蒋介石发动四一二政变，大量屠殺共產黨人和平民，中共中央被迫从上海迁往武汉。1927年5月29日，中央政治局常委会议决定，张国焘因要去湖南工作，其常委职务由周恩来代理。1927年5月下旬，周恩来由沪抵汉，于5月25日被任命为中央军事部部长，负责在国民革命军内部的共产党活动，并不掌握军队，与日后的中央军委不可同日而语。周恩来成为中央军事部长后，即在军事部下面成立了“特务工作处”（也有称“特务工作科”）。这是现代中国最早的安全情报机构，“据考证，在中国的情报、保卫界，无论国民党还是共产党，最早出现‘特务’一词与最早称为‘特务’的组织，都来自1927年5月的中共中央军委‘特务工作科’”。特务工作处下设特务、保卫、情报、匪运四个股，负责人是五大上当选为中央委员的顾顺章。据李强在1981年10月回忆：
- 特务股股长李强。负责镇压叛徒特务，兼办中央给的其他特殊任务。特务股就是做‘红队’工作。股长底下就只有3个人。
- 保卫股，负责保卫中央领导同志和中央机关的安全。保卫股长是上海去的，叫李剑如。负责保卫周恩来的叫杨福林，1897年生人，解放后在上海当过普陀区副区长。还有保卫8个重要的领导人的任务。保卫鲍罗廷的有60个人)。保卫股的人不算军人，又不是警察，所有的人都穿一身三个口袋的学生装。随着武汉局势变化，鲍罗廷待不住了，要走；从保卫股卫队里的那60人中挑选了30个，搞了许多小汽车，过河南，到陕西，到陕北，越过戈壁大沙漠，到外蒙古首府库伦(即今之乌兰巴托)，再由西伯利亚北上乌金斯克到达莫斯科。
- 情报股，搞情报，每天在武汉搜集一般所能知道的情况。情报股长是董胖子（董醒吾或董省五）。
- 匪运股，搞‘土匪运动’，是专门争取改造称做‘土匪’民间武装的。如红枪会等和我们接头，参加革命，把它收编到军队里来。

1927年7月15日，汪精卫等人发动七一五事变之后，中共中央再次被迫转移至上海租界内。1927年10月9日，中共中央召开临时政治局扩大会议，决定将特务工作处改组为特别行动科，加强安全保卫工作。1927年11月，中央特科正式在上海成立，由周恩来直接负责指挥，主要骨干人员为曾经到苏联学习政治保卫的陈赓、顾顺章等人。下设四个科：总务科负责后勤与善后；情报科负责刺探与反谍；行动科又称红队，即红色恐怖队，负责营救同志和清除叛徒；电讯科负责各种联络和培训无线电专业人员。情报科人才济济，有陈赓、李克农、钱壮飞、胡底、潘汉年等。而电讯科更使得红军在战场上成为千里眼和顺风耳。1928年11月14日，由向忠发、周恩来、顾顺章组成特别委员会，以加强对中央特科的领导。
1931年顾顺章被捕叛变后，中央特科大改组，原来人马撤往苏区。原来特科的侦查、行动等工作都由顾顺章一人管理，因而他一人知道很多机关和联系。 而顾的工作和生活无人监督和检查。 现在决定特科成立三人团集体领导，分工负责，直接受中央常委领导和监督。 特科设正副主任各一人。新特科由江苏省委组织部长、中央委员，更为熟悉上海的陈云任主任，负总责，兼总务科长。中央组织部副部长、中央检查委员赵容（康生）为副手，兼行动科长。江苏省委的宣传部长潘汉年调入特科为情报科长，负责联络侦察工作并参加特科领导。形成了陈、赵、潘三人团的特科领导。
1934年，中共上海中央局军委负责人武胡景“改任中央执行局保卫部长，主持原中央特科工作系统，参与领导白区党的秘密斗争和情报工作”。“同年10月，上海中央执行局遭到严重破坏，武胡景主持组成上海‘上海临时中央局’，担任代理书记，任监管特科”。1934年底，武胡景、欧阳新去莫斯科，刘仲华主持特科的工作并兼情报科工作，易光负责一部分工作。当时特科代号为“新新公司”。孔原回忆：“据我所知，1935年上海特科机关只有刘仲华”。
1935年7月9日至21日上海临时中央局遭到最为严重的破坏，白区党组织联络委员会的交通员全体被捕，特科负责人刘仲华不得不离开上海，上海临时中央局的工作陷入瘫痪。这次大破坏，苏区交通局、全总、特科（新新）无事，但由于内部叛徒无法查清，因此个人之间不再发生联系，所有关系由新新逐步恢复。至8月中旬临时上海局所余部分与新新恢复了联系。8月26日，刘仲华等接到王明、康生5月3日、5日从莫斯科发来的“上海目前不需要任何中央的组织”指示信，遂决定不再恢复上海临时中央局，临时中央局的活动将分散到各中心城市。这样，上海临时中央局的历史使命宣告结束。由新新选出三人组成清理委员会，将现有苏区交通局、团机关、沪东区委、武装自卫会全都清理一遍，分别派走，一切旧关系切断；彻底改造新新，凡叛徒认识的干部与工作人员一律无条件离开上海，特科总部迁往天津，在上海仅设立“军委留沪联络站”，由邱吉夫负责，下设负责政治军事情报、警报关系、通讯联系三个组，作为南方各省的情报指挥中心；在武汉、西南设中心区。完成清理后，刘仲华、贺昌炽去了苏联。8月底王世英带领上海临时中央局军委机关人员转移至天津，并入北方局军委，也称北方特科。1937年初改为华北联络局，由彭雪枫任主任驻太原与阎锡山联络，王世英任副主任驻天津。七七事变后，王世英率大部分人到太原与彭雪枫汇合。

## 内部机构
特科分为特一科（总务科）、特二科（情报科）、特三科（行动科）、特四科（交通科）四个部分，具体职能和负责人如下：
- 总务科：成立于1927年11月，历任科长洪扬生、欧阳钦，主要负责以各种合法身份处理中央的日常杂务；包括文件资料的保存，以合法身份担保中共人员，以合法身份租房作为中共机构的活动地点，或以合法途径保释尚未暴露身份的中共党员等等。
- 情报科：成立于1928年4月，历任科长陈赓、潘汉年、王世英，主要负责在国民党、租界工部局的巡捕房等敌对机关内发展内线，获取信息；情报科的活动根据现有资料的披露，可以说是相当成功，有不少国民党及租界的人士被情报科收买，其机构也被情报科渗透。
- 行动科：成立于1927年11月，又名红队，中央特科内部自称“打狗队”。历任科长顾顺章、谭忠余、赵容、邝惠安、王世英，主要负责武装保卫、镇压叛徒工作；曾经多次实施劫囚等行动，也多次采用暗杀的方法惩处背叛中共并对中共造成危害的前中共党员。其中，前中央特科负责人顾顺章，在投向国民政府后，其也被红队报复，家属全部灭门，仅留一个5岁女孩。
- 交通科：成立于1929年，后更名无线电通讯科，科长李强、张沈川等，后该科转属中共中央书记处直辖，主要负责与各苏区和共产国际的无线电联系。各个苏区与中共中央的陆路水路交通线也归交通科负责。苏区负责人前往上海，或者中央人员进入苏区，都由交通科安排行动路线并有专门的交通员陪同。

## 机构演变
根据有关文章整理
1927年5月，中共中央军事部下属增设特务工作处，负责中央的安全保卫工作。下设情报股、保卫股、特务股、匪运股。11月，特务工作处改组为中央特别行动科（简称中央特科）
1931年11月，在中央苏区成立了国家政治保卫局，延续了中央特科的职能。它的内设机构有：侦察部（部长由国家政治保卫局局长邓发兼任，后由张然和、钱兆凤和汪金祥接任），执行部（部长李克农，后由李一氓接任），政治保卫大队（大队长吴烈、政委海景洲），秘书处/后称总务处（处长欧阳毅）。
1932年初，国家政治保卫局增设了红军工作部（部长李克农），白区工作部（部长张国俭）。
1933年1月，临时中央政治局被迫迁离上海进入中央苏区。中央特科人员并入国家政治保卫局。
1935年11月，中央红军长征到达陕北，中华苏维埃人民共和国中央政府西北办事处成立，国家政治保卫局改称西北政治保卫局。王首道、周兴先后担任局长。
1937年10月，中华苏维埃人民共和国中央政府西北办事处更名为中华民国陕甘宁边区政府。西北政治保卫局改称陕甘宁边区保安处，周兴担任处长。此前，原国家政治保卫局所属政治保卫大队已经成为中央军委警卫营。后来演变成为中央警卫团。这是后话暂且不表。
1937年12月，中央保卫委员会和中央敌区工作委员会先后成立。
1938年8月，中央保卫委员会和中央敌区工作委员会合并，组成中央社会部，对内称“中央情报部”，对外仍是用“中央敌区工作委员会”。部长康生，副部长李克农、孔原、潘汉年。陕甘宁边区保安处隶属中央社会部。
1949年10月，中央社会部撤销。其保卫职能部分（陕甘宁边区保安处）归入了公安部（公安部政治保卫局/一局）；情报职能部分分别组建政务院情报总署和中央军委联络部，原中央社会部秘书长邹大鹏任情报总署署长兼中央军委联络部部长。
1952年8月，情报总署撤销。其职责并入中央军委联络部，邹大鹏继续担任中央军委联络部部长。中央军委情报部部长李克农负责统一管理情报工作。
1955年4月，中央军委联络部整体改组为中共中央调查部，由副总参谋长、中央军委情报部部长李克农兼任中共中央调查部部长，邹大鹏任常务副部长。负责向驻外使领馆派出特工人员，专门负责所在国的情报搜集工作。当时的中央调查部八局，负责情报的分析和研究工作，对外称为“中国现代国际关系研究所”，也就是现在国家安全部八局的前身。
1969年6月，由于中央调查部在“文革”中卷入派系斗争，打乱了阵营，严重影响了工作，使得中央调查部一度被取消，并入总参二部（情报部）。原中共中央调查部部长孔原改任总参谋部第二部（情报部）政委。
1973年8月，中央调查部又逐渐恢复了原有建制。罗青长任部长。
1983年7月，由中共中央调查部整体、公安部政治保卫局、中央统战部部分单位、国防科工委部分单位合并组建国家安全部。公安部常务副部长凌云担任首任部长。
机构演变大概：中央特科－苏维埃政治保卫局－中央社会部－政务院情报总署—军委联络部—中央调查部（军委总情报部）－总参情报部—中央调查部—国家安全部。
| 组织名称                 | 领导人                                                                |
| ------------------------ | --------------------------------------------------------------------- |
| 中共中央特科时期         | 周恩来 1927.11～1931.04 陈云 1931.04～1933.01 武胡景 1933.01～1935.09 |
| 苏维埃国家政治保卫局时期 | 邓发 1931.11～1935.11                                                 |
| 西北政治保卫局时期       | 王首道 1935.11～1936.02 周兴 1936.02～1937.10                         |
| 中共中央社会部时期       | 康生 1938.08～1945.04 李克农1945.04～1949.10                          |
| 政务院情报总署时期       | 邹大鹏 1949.10～1952.08                                               |
| 中央军委联络部时期       | 邹大鹏 1952.08～1955.04                                               |
| 中共中央调查部时期       | 李克农 1955.04～1962.02 孔原 1962.02～1969.06                         |
| 隶属总参谋部情报部时期   | 孔原 1969.06～1973.08                                                 |
| 恢复中共中央调查部时期   | 罗青长 1973.08～1983.07                                               |
| 国安部时期               | 国安部历任领导列表                                                    |

## 工作方法
总务科的工作方法主要是以合法身份在上海市区内活动，包括担保中共党员，租房作为中共党员的活动地点，或者以合法途径保释尚未暴露身份的中共党员，或者通过贿赂等方法，影响租界当局或国民政府的司法机构，使中共党员得以无罪释放或者轻判。中央特科曾经成功的保释过，或者通过律师辩护等手段使不少尚未暴露身份的中共党员获得轻判，其中包括两次使任弼时无罪释放。总务科的一个重要职能还包括经营中共的党产，也就是以合法和非法工商业为中共获取活动经费。总务科也负责中共党员的家属安置，和抚恤死伤中共党员的家属。
情报科的主要工作方法是打入国民政府和租界当局，获取情报。其中包括直接渗透以及收买控制国民政府和租界当局人员两种手法。其中，钱壮飞，胡底都得以直接渗透入国民政府内部。情报科收买控制的人员，有国民政府的杨度（国民党特工，并非民国初期的政治人物杨度）等人，为情报科的活动获取便利。
行动科的工作方法主要包括武力行动，其中包括武装劫囚，劫狱，劫法场，采用暗杀的手段惩处背叛中共的前中共党员。著名的事件有企图劫法场来营救中共高层罗亦农，以劫囚车的方式企图营救中共高层彭湃等，均因种种因素未能成功。但是惩处背叛中共的前中共党员却获得很大成功，例如暗杀白鑫。
交通科主要工作方法是与共产国际以及各苏区保持联系。其经常派员护送中央要员进入各地苏区，和接出各地苏区人员出入各大城市，如上海、广州、香港。其工作方法为派交通员陪同，由各地情报点，交通站站站护送，直至将目标人物送入苏区，或者送入大城市为止。后转为专职负责与各苏区以及共产国际的无线电通讯。交通站等徒步通讯被逐渐废除，但交通站在护送人员时仍然发挥着巨大作用。

## 主要人物
- 陈赓
- 李克农：曾经担任中央特科主要职务，和胡底，钱壮飞一起打入国民党特工徐恩曾的特务机关，被称为中央特科“前三杰”之一，曾亲自护送过刘伯承。在中央特科取消后，长期担任苏区的国家政治保卫局领导职务，后又担任中共中央社会部领导职务。长期主管中国共产党和中华人民共和国的政治保卫和情报收集工作。
- 胡底：被称为中央特科“前三杰”之一，曾赴南京打入国民党人徐恩曾组建的特务组织中央组织部党务调查科。1930年，奉命在南京开设“民智通讯社”。当年年底，又被国民党派往天津开设“长江通讯社”。由于胡底的公开身份是国民党特工，于是实际上胡底奉命开设的国民党特工机构，都成了中共的秘密活动据点。1931年4月，胡底、钱壮飞、李克农“前三杰”都转移去中央苏区。1932年底，胡底出任中华苏维埃共和国国家政治保卫局局长。1934年9月，因反对张国焘另立党中央，胡底被张国焘下令处决[4]。
- 钱壮飞：被称为中央特科“前三杰”之一，是国民党特工徐恩曾的同乡兼中学校友，因此获取其信任，并担任徐恩曾机要秘书。1929年底，徐恩曾奉命赴南京秘密组建国民党特务组织中央组织部党务调查科，钱壮飞趁机打入这一特务组织内部，并且引入李克农、胡底二人卧底。钱壮飞完全掌握了国民党特工组织的电报密码本。为中共在上海的活动提供了极大的便利。更值得一提的是，在红军前四次“反围剿”过程中，钱壮飞由于秘密复制了一份徐恩增所持有的密码本（只有省级以上领导才有的最高级别密码本），为中共提供了大量、详实的军事最高机密，这是前几次反围剿能大获全胜的最重要因素之一。1931年4月24日，中央特科重要领导人之一，顾顺章在汉口被国民政府抓获并叛变。 由于顾顺章自恃握有大批中共机密，要求面见国民党高官后，方可透露，用以自抬身价。国民政府汉口当局不得已用军舰将顾顺章送往南京，并且发电文至上海通知徐恩曾。恰好此时徐恩曾不在，钱壮飞利用其掌握的密码本译出电文，立即派人赶往上海，在顾顺章供出中共所有重要领导人名单，住址，活动地点之前，将消息通知在上海的中共中央；此举使得中共中央避免了毁灭性的打击[5]。钱壮飞因顾顺章事件而暴露身份，转移去中央苏区。在长征途中，钱壮飞失踪，有说法称其在侦察途中被当地民团杀害[6]，有说法称被国民党特工认出而遭杀害，甚至有说法称其因故遭中共内部谋杀。说法不一而足，现史学界比较倾向于采用第一种说法。
- 顾顺章：中央特科早期领导人，与陈赓一起选派至苏联学习政治保卫，是特科的前三位人物之一。直接负责特科行动科，即红队。多次直接指挥劫囚，暗杀等活动。后于汉口被捕，被捕后自抬身价，不愿在面见国民党高官之前供出中共高层名单和住址。国民政府汉口当局被迫将其以军舰送往南京，并发密电至南京。结果密电被在南京卧底的中央特科情报科特工钱壮飞破译，抢在顾顺章到达南京之前通知中共中央实施转移。避免了中共中央遭受毁灭性打击。此后，顾顺章亲自带领国民党特工，大规模搜捕中共党员，直接导致蔡和森等中共人物被捕并处决。顾顺章被中共列为“头号叛徒”，中央苏区特地发出一号通缉令，要求“全国苏区红军，工农赤卫队，革命群众，对顾顺章格杀勿论”[7]。随后其虽逃过红队的报复，但其全家，以及当时在其家的人员共十多人都被红队谋杀[8]。此后，顾顺章因种种原因，逐渐不得国民政府特工机构的信任，因试图组建“新共产党”而于30年代被国民政府特工机构秘密处决[9]。
- 潘汉年：曾任中央特科情报科负责人。自中共中央迁往中央苏区，中央特科取消后，原中央特科部分特务系统留在江南一带潜伏活动。长征之后，潘汉年作为江南一带中共特工工作的实际最高负责人，重返江南地区，指挥中共特务工作长达十多年，自抗战开始直至内战结束。
- 杨度：民国初期的政治人物杨度。杨度被中央特科发展为党员后，多次协助特科，并为特科的活动提供便利。
- 打狗隊成員：歐志光、袁友芳、張玉山、董紀全、張德新，1933年12月13日，被江蘇高等法院第二分院以“殺人罪”及“危害民國”等罪名，5人死刑[10]。

## 主要成员
- 总务科主要成员：
  - 阚思颖（女，又名甘棠，1927年至1930年任特科任交通员。建国后，曾任四川省高级人民法院副院长等职）
  - 邹志淑（宋再生的妻子，浙江嘉兴人，担任交通和掩护工作）
  - 陈家康（广东人，中央特科专职医生）
  - 李士群（浙江人，中央特科专职情报员）
  - 张杏华(顾顺章的妻子，担任魔术商店营业员，担任通讯联络任务)
  - 张阿桃（顾顺章岳父）**张陆氏（顾顺章岳母）
  - 张爱宝（顾顺章的妻妹）
  - 叶小妹（顾顺章妻子的表妹）
  - 顾维桢（顾顺章胞兄，住机关当烧饭师傅）
  - 吴韵兰（顾维桢之妻，做掩护和交通工作）
  - 吴克昌（吴韵兰胞弟，做掩护工作）吴克昌之妻（姓名不详，做掩护工作）
  - 朱胜（化名，湖南人，古玩店老板）
  - 戴荣鑫（浙江余姚人，木器店店员）
  - 阿四（化名，广东人，总务科司机）
  - 张克诚（化名，北方人，木器店老板）
  - 松江阿姨（名字不详，在木器店烧饭）
  - 周青（四川人）。

- 情报科主要成员：
  - 李克农（化名李泽田，安徽巢县人，建国后曾任解放军副总参谋长）
  - 钱壮飞（又名钱潮，浙江湖州人）
  - 胡底（又名胡北风，安徽舒城人）
  - 刘鼎（原名阚尊民，四川省南溪县人，建国后曾任重工业部副部长）
  - 陈养山（建国后曾任最高副检察长）
  - 陈寿昌（1928年初，奉调到中共中央特科从事情报工作，后转任交通科科长）
  - 柯麟（化名柯达文，医生）
  - 贺诚（化名贺雨生）
  - 宋再生（原名宋启华，浙江诸暨人，人称“老宋”）
  - 宋荣华（宋再生胞弟，人称“小宋”）
  - 欧阳新
  - 李一氓（又名李民治，四川彭县人，建国后曾任中纪委副书记）
  - 李一超（原名李坤泰，后改名赵一曼，四川宜宾人）
  - 赵毅敏
  - 陈彭年（苏北人）
  - 陈立年（陈彭年胞弟）
  - 项与年
  - 刘大汉（外号“大块头”）
  - 董健吾（牧师）
  - 吴先清（刘鼎的夫人）
  - 安娥（张红惠，田汉夫人）
  - 连德生（1928年6月从苏联学习特工回国后进入特科二科，1929年10月受陈赓派遣担任杨登瀛的保镖和小车司机，1930年8月撤回）
  - 王强。

- 行动科主要成员：
  - 谭忠余（一说曾担任过红队队长）
  - 蔡飞（又名余德富，曾与顾顺章一起在南洋兄弟烟草公司做铜匠，一说曾担任过红队队长）
  - 龚昌荣（化名邝惠安、邝福安，人称“邝哥子”）
  - 王世德（代号“老先生”）
  - 邵达夫（邵扶民，绰号“张麻子”）
  - 王德明
  - 赵一帆
  - 吴蓝甫
  - 陈永嘉
  - 左光余
  - 李士英（康生担任行动科长以后从北方局调入特科，任行动科第一小组组长，曾在闹市区击毙淞沪警备司令部督察长王斌）
  - 王云
  - 张嵩生
  - 孟华庭
  - 赵轩
  - 陈玉明
  - 陈杰明。

- 交通科主要成员：
  - 李强（科长）
  - 陈寿昌（科长，浙江镇海人，与陈赓、陈养山一起被人们称为“特科三陈”，1928年初，奉调到特科从事情报工作，后转入四科，任交通科科长。1931年冬，奉中共中央派遣，离上海赴中央苏区工作。）
  - 张沈川
  - 涂作潮
  - 毛齐华
  - 方廷桢
  - 沈侃夫
  - 李元杰
  - 蔡叔厚
  - 黄尚英
  - 王子纲（建国后曾任邮电部部长）
  - 伍云甫（又名吴晋生，建国后曾任卫生部副部长，前国家体委主任伍绍祖之父）
  - 曾三（建国后曾任中共中央办公厅副主任）
  - 吴克坚
  - 程祖怡
  - 曾华伦
  - 刘光慧
  - 赵荫祥
  - 蒲秋潮
  - 于昆
  - 喻杰生
  - 王有才
  - 邱德
  - 宋濂
  - 乐少华
  - 王平
  - 孙巨芳
  - 夏明
  - 李志超
  - 李云（电台报务员）[11]

## 行动
- 合法营救任弼时：1928年和1929年任弼时两次被捕，因为尚未暴露身份，中央特科成功的用合法手段将任弼时保释或轻判，完成了两次成功的营救。
- 营救彭湃：1929年彭湃等4名中共高层领导人被捕，中央特科行动科曾计划劫囚车营救彭湃等四人。中央特科由顾顺章亲自带队，出动数十人，手持长短枪支，埋伏于囚车必经之路，志在必得。但最后因国民政府临时更改囚车行程和时间，营救失败。
- 暗杀白鑫：1929年彭湃等四名中共高层领导人被处决后，中央特科迅速查出叛徒为原中共中央军委秘书白鑫。白鑫投向国民政府后，被安置于淞滬警備司令部偵緝隊長范争波的公馆内暂避。后慑于红队的威名，决定出洋躲避。11月11日，白鑫在范争波，其弟范争洛以及四个保镖的掩护下，于深夜11点离开公馆等车前往码头。但中央特科早已获得其船期情报，红队已经埋伏在公馆之外。当白鑫一行人出现时，早已埋伏在公馆外的红队队员立即冲出，乱枪将四名保镖和范争洛击毙，将范争波击至重伤。白鑫夺路而逃，仍然被红队队员追上，并被枪弹打至脑浆迸裂。
- 顾顺章家灭门案：1931年5月，核实顾顺章叛变后，特科对顾顺章全家9口实施了灭门处决，尸体被秘密掩埋，仅留下3岁的女儿和12岁的妻弟张长庚。9月，特科人员王世德在街上骑车，被张长庚认出，揪住不放，旋即被跟踪的特务逮捕。被捕后王世德招供出顾家下落，并带上海法租界人员和国民党特务去掘尸，成为轰动上海乃至国内的“爱棠新村掘尸案[註 1]”。
- 传递围剿计划：1934年，中央特科获取国民革命军第五次圍剿戰爭的军事机密，并送达中央苏区，使得中央红军能顺利实施战略转移（即长征）。

## 影响
中央特科作为中共的第一个政治保卫和情报特工机构，在中共党史上有特殊地位及影响。由于中央特科的高效率工作，尽管中共中央长期置身于上海这个国民政府的统治中心和外国势力有极强影响之地区，非但没有遭到毁灭性的打击，还能有效的指挥全国的共产党活动。在中共中央迁入苏区，特科取消后，在中央苏区成了了国家政治保卫局，延续了中央特科的职能。随后在抗战时期先后成立了中共中央城市工作部，中共中央社会部，中共中央调查部等机构。中共在中国大陆取得政权后，在公安部下属成立政治保卫局，在1980年代又成立国家安全部作为政治保卫和情报机构。中央特科也可视为中共以及中华人民共和国政治保卫和情报工作机构的最初模型。

## 地方分支

### 北平特科
1931年6月由陈赓在北平设立。1934年秋冬，国民党北平当局出动了河北省党部、北平警察局、宪兵三团等党、政、军、警、宪、特力量，捕获了北平特科等20余人。北平特科历史至此结束。

### 满洲特科
1930年10月，中央特科派人在奉天设立满洲特科。搜集东北军政当局的情报。“九一八”事变前，满洲特科的活动基本结束。

### 湖南特科
1932年由王学文派遣，任务是获取湖南省地方实力派军阀的战略情报。至1949年长沙起义，未发生被破获、破坏的损失。